# 莉泽洛特·施拉姆·海克曼

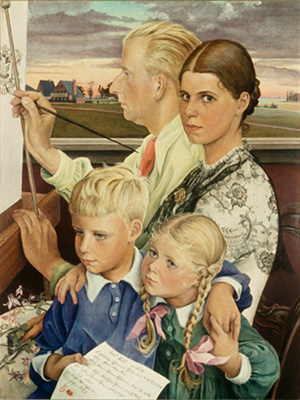
Self-portrait of Liselotte Schramm-Heckmann with her family ("Selbstbildnis mit Familie", 1935)

莉泽洛特·施拉姆·海克曼（Liselotte Schramm-Heckmann，1904年—1995年）是德国画家。
她生于杜伊斯堡的一个传统商人家，在德国埃尔克拉特去世。她父亲那一脉的祖先是莫斯科沙皇法院里的绘图员。莉泽洛特（Liselotte）在完成了中学教育之后，直接选择了学习绘画。虽然受到表现主义和抽象艺术的影响，但是莉泽洛特（Liselotte）更加欣赏“老派画家”，这使她更专注于现实主义艺术。尤其是一次意大利的长途旅行更加坚定了她的想法。莉泽洛特（Liselotte）画了很多风景画和孩子的肖像。
除了绘画，莉泽洛特（Liselotte）还在德国西部为演出及歌剧表演设计了很多舞台背景。
1925年，莉泽洛特（Liselotte）与同是画家的威纳·施拉姆（Werner Schramm）结婚，在佛罗伦萨附近的菲耶索莱生活工作了一年。这对年轻的夫妇随后在巴黎附近的贝尔维尤（Bellevue）住了五年。在那里，他们生了一男一女。回到德国后，他们在杜塞尔多夫安居。
1938年，莉泽洛特（Liselotte）组织了大型个人作品展，并在莱茵兰（Rhineland）的一些城镇展出。
1955年，莉泽洛特（Liselotte）为首届巴黎国际现实主义绘画展览捐款。